# Langues eleman
Les langues eleman sont une famille de langues papoues parlées en Papouasie-Nouvelle-Guinée, dans la province du Golfe. Ces langues sont étroitement liées entre elles.

## Classification
Les langues eleman sont rattachées à une famille hypothétique, les langues trans-Nouvelle Guinée.

## Liste des langues
Selon Foley, les langues eleman sont:
- toaripi
- uraipi
- opao
- keuru
- orokolo